# Dianne Feinstein
Pour les articles homonymes, voir Feinstein.
Dianne Berman Feinstein, née Dianne Emiel Goldman le 22 juin 1933 à San Francisco (Californie) et morte le 29 septembre 2023 à Washington, D.C., est une femme politique américaine.
Membre du Parti démocrate, elle est maire de San Francisco de 1978 à 1988 et sénatrice de la Californie au Congrès des États-Unis de 1992 jusqu'à sa mort en 2023, à l'âge de 90 ans.

## Biographie

### Naissance et famille
Dianne Emiel Goldman est née le 22 juin 1933 à San Francisco en Californie, de Betty Rosenburg, ancien mannequin devenue infirmière et de Leon Goldman, chirurgien nationalement reconnu, premier professeur juif à la faculté de médecine de la ville. Ses grands-parents paternels sont juifs polonais et ses grands-parents maternels sont juifs allemands, originaires de Saint-Pétersbourg, en Russie. Elle a deux sœurs cadettes.

### Études et formation
Diplômée en histoire de l'université Stanford en 1955, elle épouse Jack K. Berman en 1957, dont elle divorce trois ans plus tard, et avec qui elle a une fille, Katherine, qui prendra le nom de son beau-père, Feinstein.
En 1962, peu de temps après avoir commencé une carrière politique, elle épouse le neurochirurgien Bertram Feinstein, décédé en 1978. En 1980, elle épouse l'homme d'affaires Richard C. Blum (en), décédé en 2022.

### Parcours politique

#### Débuts
En 1969, Dianne Feinstein est élue en tant que membre du Conseil des superviseurs de San Francisco (Board of Supervisors, dénomination locale du conseil municipal). En 1971 puis en 1975, elle tente de se faire élire maire mais est battue. Le 9 janvier 1978, elle est élue présidente du Conseil des superviseurs de San Francisco.

#### Maire de San Francisco

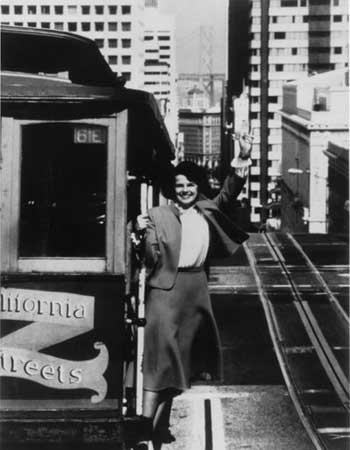
Dianne Feinstein, maire de San Francisco.

Le 27 novembre 1978, le maire George Moscone et le superviseur Harvey Milk, premier homme politique ouvertement homosexuel du pays, sont assassinés par un rival politique, l'ex-superviseur Dan White, opposé à l'ouverture politique et sociale du maire envers les homosexuels.
Dianne Feinstein, qui avait croisé White dans un couloir juste auparavant, entend des coups de feu et appelle la police, avant de découvrir Milk face contre terre, touché à cinq reprises, dont deux dans la tête. Le 4 décembre 1978, par ordre de succession et grâce à la dignité dont elle a fait preuve en annonçant publiquement le drame, Dianne Feinstein, qui préside le conseil municipal, devient alors maire.
Réélue en 1979, elle survit à une procédure de destitution en 1984 et reste en fonction jusqu'en janvier 1988. Elle est la première femme à avoir été élue maire de cette ville, une des plus à gauche des États-Unis. Elle est en poste durant une décennie.
Après la mort en 1978 de Bertram Feinstein d'un cancer du côlon, Dianne Feinstein se remarie en 1980 à Richard C. Blum, un banquier qui en 1990 finance sa campagne à l'élection au poste de gouverneur de Californie. Elle est alors battue par Pete Wilson, sénateur républicain et ancien maire de San Diego, avec 45,8 % des suffrages en sa faveur et 49,3 % pour son adversaire.

#### Sénatrice des États-Unis

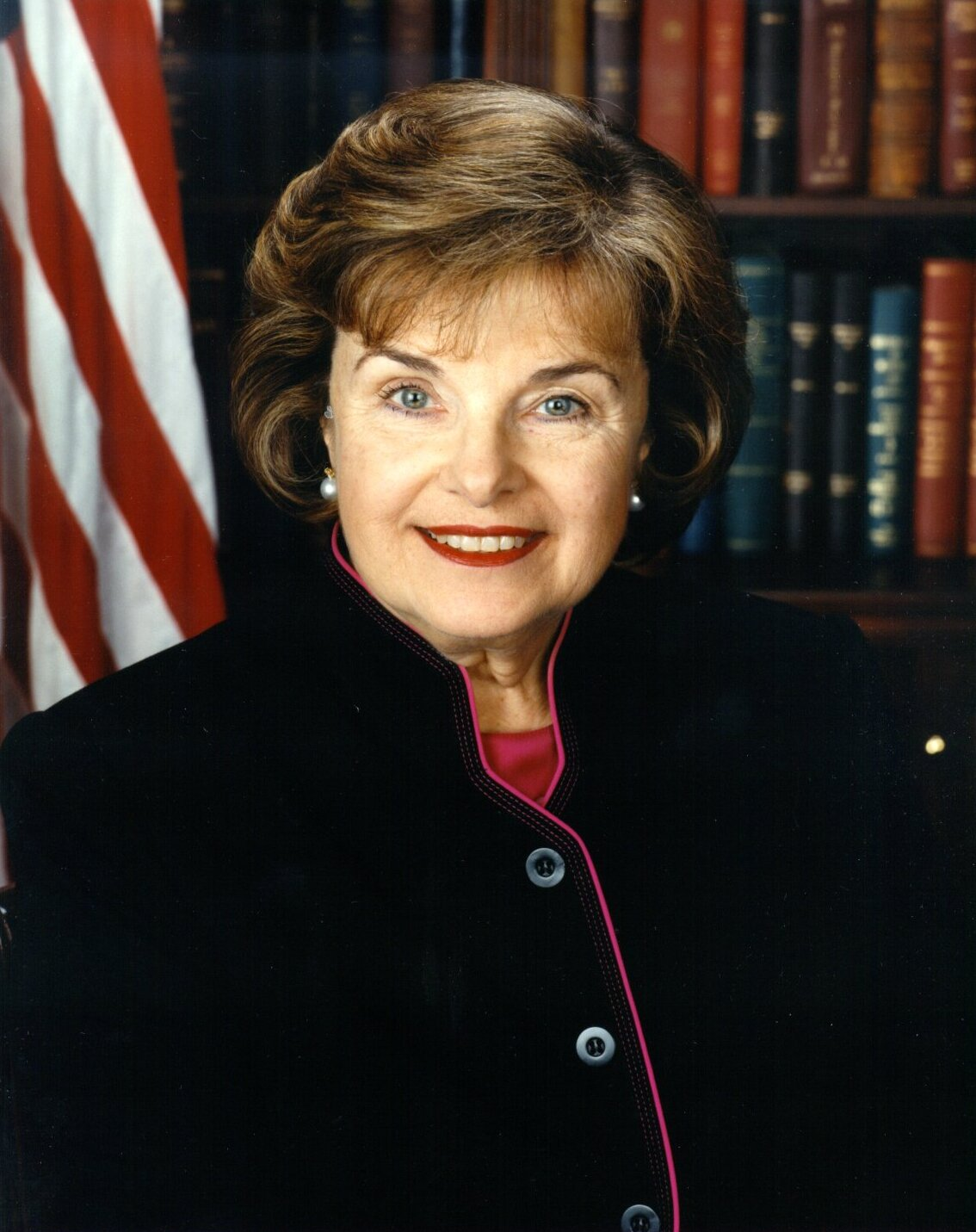
Premier portrait de Dianne Feinstein au Congrès.

En 1992, Dianne Feinstein est élue au Sénat des États-Unis lors d'une élection spéciale pour vacance du poste, en vue de terminer le mandat du républicain Pete Wilson, élu gouverneur de Californie, dont le siège de sénateur était occupé provisoirement par John F. Seymour. Elle est réélue en 1994, 2000, 2006 (avec 60 % des voix contre 35 % au républicain Dick Mountjoy), 2012 (avec 62,5 % des voix face à la républicaine Elizabeth Emken) et en 2018.
Soutien de la recherche sur les cellules souches à partir d'embryons humains, Dianne Feinstein est une partisane du contrôle des armes à feu, s'étant attiré les foudres de la National Rifle Association pour avoir déposé un amendement, en 1994, avec le sénateur démocrate de New York Chuck Schumer à ce sujet. Elle réussit en effet à faire passer l'interdiction des fusils d’assaut.
Dianne Feinstein est une démocrate progressiste, historiquement parmi les plus à gauche du Sénat. Elle rompt cependant avec de nombreux militants démocrates lorsqu'elle soutient, par son vote, la guerre d'Irak et dépose en 2006 une proposition de loi contre la désacralisation du drapeau américain. Elle est l'une des rédactrices du Animal Enterprise Terrorism Act de 2006. Elle fait notamment partie d'un groupe de quatre élus, sommés de garder le secret, que le vice-président des États-Unis Dick Cheney informe des techniques d'interrogatoire musclées de la CIA. Par la suite, la gauche du Parti démocrate lui reproche de ne pas s'être insurgée sur le sujet. Elle mène cependant des auditions approfondies et produit un rapport de 525 pages établissant les mensonges de la CIA sur le sujet de la torture. Elle est alors surnommée par les médias « la lionne du Sénat ».
En tant que super déléguée du Parti démocrate, elle annonce soutenir Hillary Clinton pour l'élection présidentielle de 2008. Lorsque celle-ci se retire de la course à l'investiture, elle apporte son soutien à Barack Obama. Le 20 janvier 2009, elle est la première femme à présider une cérémonie d'investiture du président des États-Unis.
Avec les sénateurs Chuck Schumer et Ed Markey, elle dépose une proposition de loi visant à interdire le bisphénol A pour tout contenant de boisson. Dans un rapport du 11 mars 2014, elle accuse la CIA de torture.
Elle est réélue sénatrice lors de l'élection de 2018 avec un score de 54,4 % face à un autre candidat démocrate, Kevin de León (en), qui obtient 45,6 % des voix.
Début 2020, alors que le Covid-19 commence à se propager dans le monde, Dianne Feinstein et son mari vendent des actions, pour une valeur comprise entre 1,5 et 6 millions de dollars. Un porte-parole cité par le New York Times indique que les biens de l'élue sont dans une « fiducie aveugle » — une structure hors de son contrôle — et qu'elle n'a « aucun rôle dans les décisions financières de son mari ».

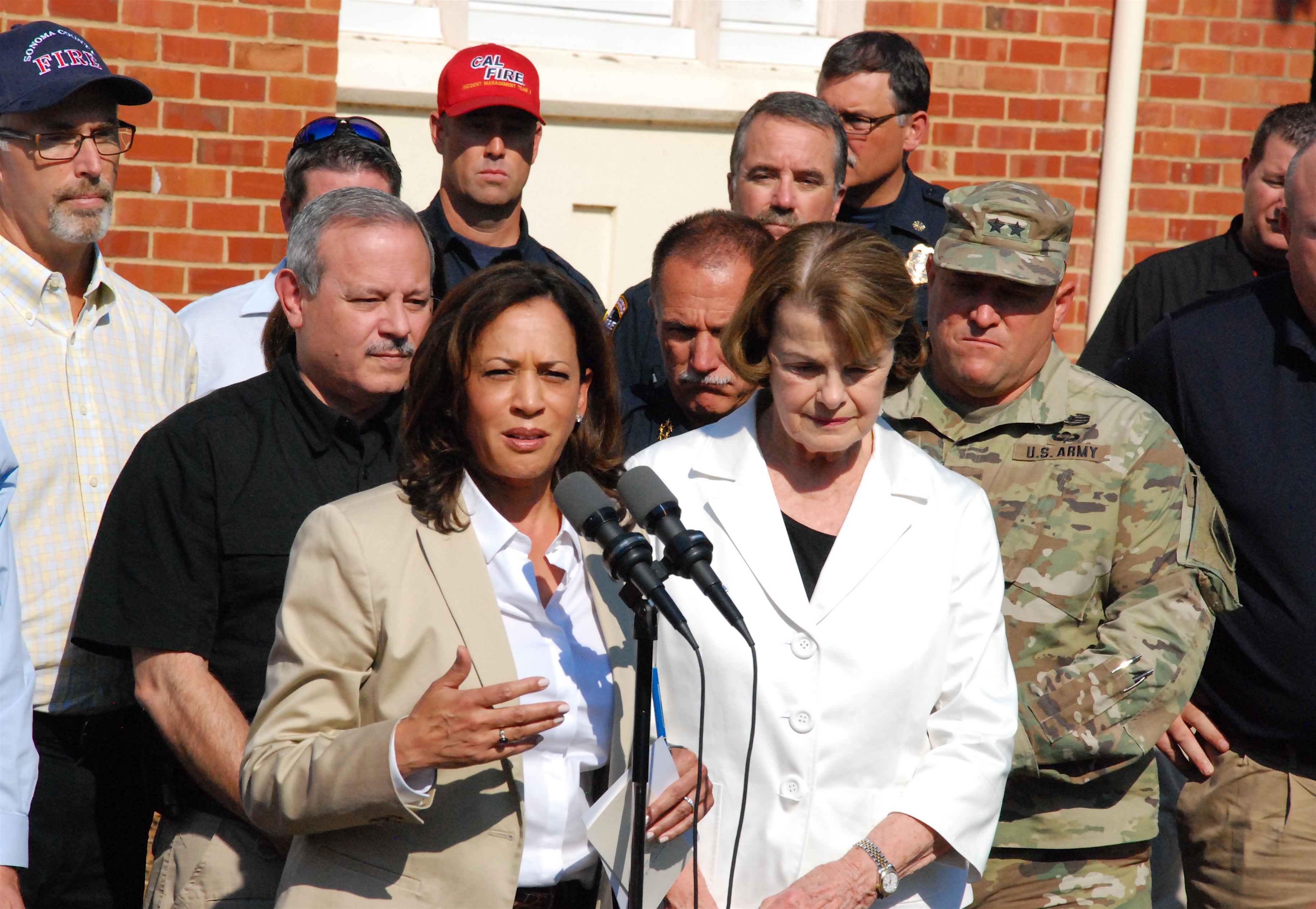
Dianne Feinstein et Kamala Harris en 2017.

En octobre 2020, lors des auditions au Congrès pour la confirmation à la Cour suprême de la juge ultraconservatrice Amy Coney Barrett, nommée par le président Donald Trump, elle tente sans succès d'obtenir de celle-ci des éclaircissements sur son opposition au droit à l'avortement. Des groupes anti-avortement réclament alors son éviction du Judiciary committee (commission judiciaire). Critiquée à gauche pour son manque de pugnacité contre la juge, elle est finalement contrainte de laisser Dick Durbin devenir président de la commission des affaires judiciaires en 2021.

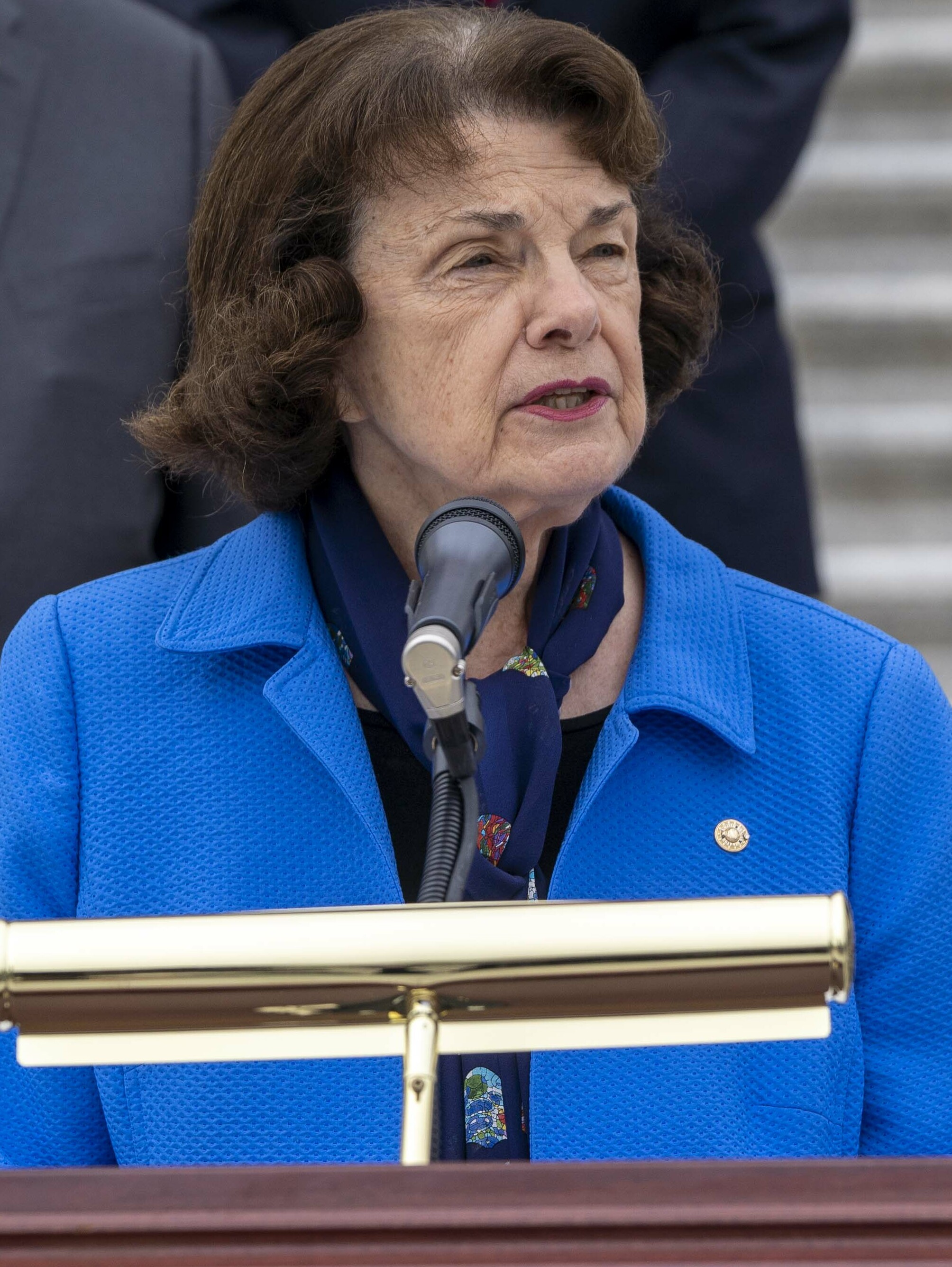
Dianne Feinstein en 2020.

Âgée de 87 ans en 2020, doyenne du Sénat, elle est le sujet de plusieurs témoignages qui font état de pertes de mémoire. On lui reproche également d'être de la « gauche caviar », sa fortune étant estimée à 58 millions de dollars (soit 47 millions d'euros),.
Après les élections sénatoriales de novembre 2022 où le Parti démocrate et ses alliés obtiennent la majorité, Feinstein, doyenne démocrate du Sénat, annonce son intention de ne pas briguer le poste de présidente pro tempore du Sénat des États-Unis. Le 3 janvier 2023, Patty Murray est élue, succédant au sénateur démocrate Patrick Leahy, et devenant la première femme à occuper cette fonction.
En février 2023, Dianne Feinstein, toujours l'objet de spéculations quant à l'état de ses capacités intellectuelles, annonce qu'elle n'est pas candidate à sa réélection en 2024.
À partir de février 2023, Dianne Feinstein est atteinte par un zona et ne peut participer aux votes du Sénat alors que les démocrates n'ont qu'une faible majorité de cinquante-et-un sénateurs. Plusieurs personnes l'ayant rencontrée pendant sa convalescence constatent son affaiblissement physique. En avril, alors qu'elle n'est toujours pas retournée au Sénat en raison de complications médicales, les représentants démocrates Ro Khanna et Dean Phillips lui demandent de démissionner. De son côté, Dianne Feinstein demande aux démocrates au Sénat de la remplacer temporairement à la Commission judiciaire du Sénat des États-Unis pour permettre de voter sur les nominations de divers hauts-fonctionnaires,. Feinstein revient au Sénat en mai et participe à certains votes malgré un état physique dégradé,.

### Mort

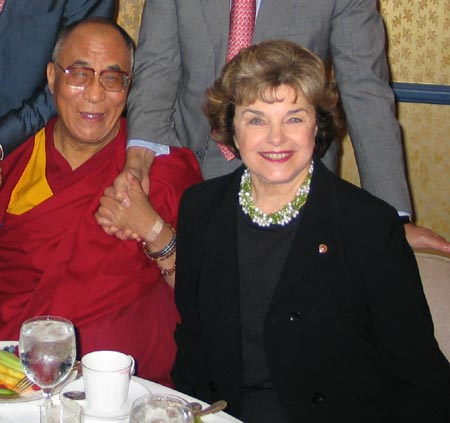
Dianne Feinstein avec le dalaï-lama en 2003.

Dianne Feinstein s’éteint le 29 septembre 2023, à son domicile de Washington, à l’âge de 90 ans,.
La classe politique américaine lui rend unanimement hommage et les drapeaux sont mis en berne au Congrès.
Le dalaï-lama Tenzin Gyatso exprime ses condoléances à la mort de Dianne Feinstein et déclare : « Son amitié avec le dirigeant chinois de l'époque, Jiang Zemin, a été utile dans la mesure où elle nous a donné l'occasion de transmettre nos messages de sincérité au plus haut niveau des dirigeants chinois. Je suis reconnaissant au sénateur Feinstein pour son amitié et son soutien indéfectibles ».

## Historique électoral

### Sénat
| Année | Dianne Feinstein | Républicain | PFP   | AIP   | Libertarien | Vert  | RPUSA | NLP   |
| ----- | ---------------- | ----------- | ----- | ----- | ----------- | ----- | ----- | ----- |
| Année |                  |             |       |       |             |       |       |       |
| 1992  | 54,3 %           | 38,0 %      | 2,8 % | 2,6 % | 2,3 %       | –     | –     | –     |
| 1994  | 46,7 %           | 44,8 %      | 3,0 % | 1,7 % | 2,1 %       | 1,7 % | –     | –     |
| 2000  | 55,8 %           | 36,6 %      | –     | 1,3 % | 1,8 %       | 3,1 % | 0,9 % | 0,9 % |
| 2006  | 59,4 %           | 35,0 %      | 1,4 % | 0,9 % | 1,6 %       | 1,7 % | –     | –     |
| 2012  | 62,5 %           | 37,5 %      | –     | –     | –           | –     | –     | –     |
| 2018  | 54,4 %           | –           | –     | –     | –           | –     | –     | –     |

### Gouvernorat de Californie
| Année | Dianne Feinstein | Républicain | Libertarien | AIP    | PFP    |
| ----- | ---------------- | ----------- | ----------- | ------ | ------ |
| Année |                  |             |             |        |        |
| 1990  | 45,79 %          | 49,25 %     | 1,89 %      | 1,81 % | 1,26 % |

### Controverse
En 2021, le conseil des écoles de San Francisco chargé d’éliminer « la glorification de personnalités liées à l’esclavage, au racisme ou aux violations des droits de l’homme » décide de débaptiser un tiers des écoles, soit quarante-quatre établissements. Parmi les établissements qui devront changer de nom se trouvent ceux qui portent des noms illustres comme George Washington, Thomas Jefferson, James Madison, Francis Scott Key, auteur de l'hymne national américain, et même Abraham Lincoln (accusé d'avoir joué un rôle dans le massacre de tribus amérindiennes), voire, selon Le Monde, « des figures contemporaines comme la vénérable sénatrice démocrate Dianne Feinstein... ». La commission reproche à cette dernière d'avoir fait remettre un drapeau confédéré qui faisait partie d'une vingtaine d'autres étendards flottant traditionnellement devant l'hôtel de ville et qui avait été vandalisé lorsqu'elle était maire de San Francisco, en 1986. La commission était composée de douze personnes, éducateurs, élèves, parents, mais d'aucun historien,.